# Aethia pygmaea
L'alca minore dalle redini (Aethia pygmaea, Gmelin 1789) è un uccello marino della famiglia degli alcidi.

## Sistematica
Aethia pygmaea ha due sottospecie:
- A. pygmaea camtschatica
- A. pygmaea pygmaea

## Distribuzione e habitat
Questo uccello vive nel Pacifico: Russia, Giappone e Alaska. Di rado la si osserva anche in Corea.